# Grand Cadaver
Grand Cadaver ist eine 2020 im schwedischen Göteborg und Stockholm gegründete Death-Metal-Band. Alle Mitglieder waren in den 1980er Jahren Mitglieder einflussreicher Bands dieses Genres. 

## Diskografie
Die erste EP Madness Comes wurde im Februar 2021 veröffentlicht.  Das erste Album Into the Maw of Death erschien am 29. Oktober des gleichen Jahres. Im Dezember 2021 begleiteten Grand Cadaver At the Gates auf einer Tournee durch Schweden und Norwegen. Weitere einzelne Auftritte im Herbst 2022 und Frühjahr 2022 wurden auf der Website der Band bekannt gegeben. Anfang Oktober 2022 gab Grand Cadaver auf ihrer Facebook-Seite bekannt, dass ein neues Album fertig aufgenommen und gemixt wurde, welches „noch düsterer als frühere Werke“ sein soll.

## Stil
Ich bin beeindruckt von dem, was GRAND CADAVER hier erreicht haben, und ich beziehe mich dabei nicht nur auf den Gesamtsound, den ich bereits gelobt habe; ich spreche vom Songwriting, das sich aus dem schwedischen Death Metal der alten Schule speist und durch seine Einfachheit und damit seine Effektivität glänzt. 
- Metal Kaoz

## Diskografie
- 2021: Madness Comes (EP)
- 2021: Into the Maw of Death (Album)
- 2023: Deities of Deathlike Sleep (Album)
- 2025: The Rot Beneath (EP)